# 天主教波塔萊格雷-布朗庫堡教區
天主教波塔萊格雷-布朗庫堡區（拉丁語：Dioecesis Portalegrensis-Castri Albi），是葡萄牙的一個天主教教區，包括波塔萊格雷區、布朗庫堡區和聖塔倫區的一部份。屬里斯本總教區。
現任教區主教為安多尼奧·費爾南德斯·迪亞斯。2011年，有235,100名教友，占轄區總人口98.5%，有161個堂區、89名司鐸、13名終身執事、17名修士、121名修女。
波塔萊格雷教區成立於1550年4月2日，1881年9月30日布朗庫堡教區和埃爾瓦什教區併入该教区。1956年7月18日易名至今。